# Martin Maties
Martin Maties (* 12. April 1976 in Dortmund) ist ein deutscher Rechtswissenschaftler und Hochschullehrer.

## Leben
Er studierte von 1996 bis 2000 Rechtswissenschaft an der Ruhr-Universität Bochum (Abschluss: erste juristische Staatsprüfung). Von 2002 bis 2004 leistete er den juristischen Vorbereitungsdienst vor dem Landgericht Bochum (Abschluss: zweite juristische Staatsprüfung). Von 2001 bis 2003 war er Doktorand am Lehrstuhl für Arbeits-, Wirtschafts- und Sozialrecht, Rolf Wank in Bochum. Von 2005 bis 2011 war er Habilitand am Lehrstuhl für Arbeits-, Wirtschafts- und Sozialrecht, Rolf Wank in Bochum (venia legendi für Bürgerliches Recht, Arbeits- und Sozialrecht). Im Jahr 2011/12 war er Professor an der EBS Wiesbaden, im Jahr 2012 Professor an der Universität Hamburg. Seit Sommersemester 2013 ist er Professor für Bürgerliches Recht, Arbeits- und Sozialrecht sowie Methodenlehre an der Universität Augsburg.
Er ist seit 2019 Direktor der Forschungsstelle für eSport-Recht (FeSR) an der Universität Augsburg.
Außerhalb der universitären Karriere ist er seit 2018 zertifizierter Knigge-Trainer.

## Schriften (Auswahl)
- Die gegenläufige betriebliche Übung. Berlin 2003, ISBN 3-428-11309-8.
- Arbeitsrecht. Mit Fällen und Aufbauschemata. 7. Aufl. München 2020, ISBN 978-3-406-76248-2.
- mit Rolf Wank: Handels- und Gesellschaftsrecht – JuraKompakt (Beck). 5. Aufl. München 2020, ISBN 978-3-406-75940-6.
- mit Klaus Winkler: Schemata und Definitionen Zivilrecht. Mit Arbeits-, Handels-, Gesellschafts- und Zivilprozessrecht. 3. Aufl. München 2022, ISBN 978-3-406-77467-6.
- mit Rolf Wank: Handels- und Gesellschaftsrecht – Examenstraining (Vahlen). 3. Aufl. München 2018, ISBN 978-3-8006-5896-1.
- mit Dirk Olzen und Dirk Looschelders: Zivilrechtliche Klausurenlehre, 9. Aufl. München 2015, ISBN 978-3-8006-6865-6.
- mit Rolf Wank: Die Auslegung von Gesetzen, 7. Aufl. München 2023, ISBN 978-3-8006-7058-1.
- Herausgeber der Festschrift für Rolf Wank (Moderne Arbeitswelt), München 2014, ISBN 978-3-406-67184-5.
- Herausgeber der Schriftenreihe der Forschungsstelle für eSport-Recht – Band 1: eSport-Recht – Politik, Praxis und Wissenschaft im Dialog, München 2020, ISBN 978-3-8487-6061-9.
- Herausgeber des StichwortKommentar eSport-Recht, erscheint München 2023, ISBN 978-3-8487-5966-8.
- Autor im BeckOnlineGroßkommentar zu den §§ 611, 611a, 612, 613 und 614 BGB (https://beck-online.beck.de/Dokument?vpath=bibdata%2Fkomm%2Fbeckogk_44_bandbgb%2Fbgb%2Fcont%2Fbeckogk.bgb.p611a.htm),
- Autor im Handbuch IT- und Datenschutzrecht (Hrsg. Auer-Reinsdorff/Conrad), 3. Sufl. 2019, ISBN 978-3-406-72177-9.